# Отсолиг, Фёдор Мартынович
 Фёдор Мартынович Отсолиг  — (8 сентября 1798— 9 января 1863) — доктор медицины, тайный советник; директор медицинского департамента, гражданский генерал-штаб-доктор, непременный член военно-медицинского учебного комитета, председатель медико-филантропического комитета; почетный член Императорского Казанского университета.

## Биография
Родился 8 сентября 1798 года в небольшом эстляндском городе Леале и был сыном врача. Образование получил в петрозаводской гимназии, в саратовском частном пансионе пастора Германа и на медицинском факультете Казанского университета. Выпущенный в 1820 году со званием лекаря, Отсолиг отправился в Пензу, откуда в следующему году переехал в Петербург и 21 августа был назначен врачом при медицинском департаменте министерства внутренних дел, а также исполняющим обязанности секретаря при генерал-штаб-докторе Ремане. В то же время Отсолиг состоял столоначальником 2 стола при канцелярии генерал-штаб-доктора, а затем заведовал письмоводством в комитете для прекращения холеры в Астрахани; состоял правителем дел в комитете для рассмотрения проектов о преобразовании гражданской медицинской части и старшим советником присутствия департамента казенных врачебных заготовлений. 25-го апреля 1839 г. Отсолиг был удостоен степени доктора медицины. Назначенный 24-го апреля 1842 года вице-директором медицинского департамента, Отсолиг, находясь в этой должности, неоднократно исполнял обязанности генерал-штаб-доктора; кроме того, в то же время он состоял членом комиссии издания медицинского журнала при министерстве внутренних дел, членом комиссии, образованной при совете для рассмотрения свода военных постановлений, совещательным членом медицинского совета, членом комиссии для изыскания средств к увеличению числа врачей в России, вице-председателем, а с 1858 года и председателем медико-филантропического комитета, членом комиссии общественного здравия, попечителем Елизаветинской клинической больницы, временно исправляющим должность директора врачебных заготовлений и секретаря медицинского совета, непременным членом военно-медицинского ученого комитета и членом многих других комитетов и комиссий.
25-го декабря 1852 года Отсолиг был назначен гражданским генерал-штаб-доктором и эту должность занимал почти до самой своей смерти. Особенную заслугу в деятельности Отсолига составляет учреждение им института для практического подготовления молодых врачей к самостоятельной врачебной деятельности. С этой целью Отсолиг выхлопотал перечисление больницы для чернорабочих в С.-Петербурге (Александровской) из приказа общественного призрения в ведение медицинского департамента. Назначенный попечителем этой больницы в августе 1854 года, он в том же году учредил при ней особый институт для врачей, окончивших С.-Петербургскую Медико-Хирургическую Академию и желавших служить по министерству внутренних дел По проекту Отсолига врачебный персонал этой больницы разделялся на две категории: консультантов — опытных врачей-специалистов и практикантов ― молодых врачей. Последние должны были работать в больнице под руководством консультантов в течение двух лет и затем уже приобретали право ехать на службу в провинцию. Благодаря тому, что больница для чернорабочих, по своим размерам, одна из самых больших в Петербурге, вышеназванный институт получил возможность давать практическое медицинское образование довольно большому числу молодых врачей. Основанный Отсолигом институт существовал до передачи больницы в ведение С.-Петербургской городской думы. 1-го декабря 1861 года Отсолиг, вследствие расстроенного здоровья, вышел в отставку; умер 9-го января 1863 года в Петербурге.